# Taraxacum marklundii
Taraxacum marklundii là một loài thực vật có hoa trong họ Cúc. Loài này được Palmgr. miêu tả khoa học đầu tiên năm 1910.